# Hra čtyř jezdců
Hra čtyř jezdců je otevřené šachové zahájení. Základní pozice tohoto zahájení vzniká nejčastěji tahy
1. e4 e5
2. Jf3 Jc6
3. Jc3 Jf6,

jsou však možná i prohození tahů, takže do hry čtyř jezdců lze přejít například z ruské hry nebo vídeňské hry. Kódy ECO tohoto zahájení jsou C47 (všechna pokračování mimo 4. Sb5), C48 (4. Sb5 bez 4. … Sb4) a C49 (symetrická varianta, 4.Sb5 Sb4). Hra má většinou poklidný charakter a tíhne k remízovým pozicím, a proto se toto zahájení v mistrovské turnajové praxi objevuje zřídka. Existují však i ostrá pokračování, například superostrý Bělehradský gambit (4.d4 exd4 5.Jd5!?) nebo nekorektní, ale v bleskových partiích na nižších úrovních hraný Halloweenový gambit 4. Jxe5?.

## Varianty
4.Sb5

a) 4.Sb5 Sb4 5.d3 d6 6. Sg5 ...

a1) 4. ... Jd4 5.Sa4 ...

a2) 4. ... Sc5

4.Sc4

b) 4.Sc4 Jxe4 5.Jxe4 d5 6.Sxd5 Dxd5 7.Jc3 s útokem na černou dámu

b1) 4. ... Sc5 5.d3 d6 6.Sg5 ...

b2) 4. ... Sb4

4.d4

c) 4.d4 exd4 5.Jxd4 Sb4

c1) 4. ... Sb4 5. Jxe5 Jxe5 6. dxe5 Jxe5

c2) 4. ... ... 5. d5 Je7

c3) 4. ... d4 5. d6 Sb5